# 무용학
무용학(舞踊學)은 무용의 이론을 밝히고 문화와 인류 발달에 공헌할 것을 목적으로 하는 학문이다.